# Lijst van Spaanse films
Dit is een lijst van bekende Spaanse films, in alfabetische volgorde.

## 0-9
- 1492: Conquest of Paradise (1992, ES, FR, UK, USA)
- 20 Centimeters (2005, ES, FR, ook wel: 20 centímetros)
- 25 degrés en hiver (2004, BE, ES, FR, RU, ook wel: 25 Degrees in Winter)
- 28 Weeks Later (2007, ES, UK)
- 49 Up (2005, ES, FR)
- 800 balas (2002, ES, ook wel: 800 Bullets)

## A
- ¡Átame! (1990, ES)
- Abre los ojos (1997, ES, FR, IT, ook wel: Open Your Eyes)
- Acción mutante (1993, ES, FR)
- After the Life: Trilogy 3 (2004, ES, USA)
- Agguato a Tangeri (1957, ES, IT)
- Ágora (2009, ES)
- Alatriste (2007, ES)
- Alexander the Great (1956, ES, USA)
- Alice et Martin (1998, ES, FR)
- Los amores cobardes (2018, ES)
- Ángeles S.A. (2007, ES)
- El abrazo partido (2004, ES, FR, IT)
- La ardilla roja (1993, ES)
- Los abrazos rotos (2009, ES)
- Los amantes del Círculo Polar (1998, ES, FR)

## B
- Bombón: El Perro (2004, ES)
- Buried (2010, ES)
- The Bridge of San Luis Rey (2004, ES, boekverfilming)
- Una breve vacanza (1973, ES, IT)

## C
- Caótica Ana (2007, ES)
- Cargo (2006, ES, SE, UK)
- Carne trémula (1997, ES, FR)
- Cet obscur objet du désir (1977, ES, FR, ook wel: That Obscure Object of Desire)
- Colegas (1982, ES)
- Comandante (2003, ES, USA, docu)
- Le Capitaine Fracasse (1961, ES, FR, IT, Louis de Funès, boekverfilming)
- The Castle of Fu Manchu (1969, DE, ES, IT, UK)

## D
- Darkness (2002, ES, USA)
- Derecho de familia (2006, ES, FR, IT)
- Dio perdona... io no! (1967, ES, IT, ook wel: God Forgives... I Don't)
- Dramma della gelosia – Tutti i particolari in cronaca (1970, ES, IT)
- El día de la bestia (1995, ES, ook wel: The Day of the Beast)
- The Dancer Upstairs (2002, ES, USA)

## E
- El espinazo del diablo (2001, ES, MX, ook wel: The Devils Backbone)
- Elsa y Fred (2005, ES)
- Entre tinieblas (1984, ES)

## F
- A Fistful of Dollars (1964, DE, ES, IT, remake, ook wel: Per un pugno di dollari)
- A Fond Kiss (2004, BE, DE, ES, IT, UK, ook wel: A Fond Kiss...)
- Folle... folle... fólleme Tim! (1978, ES)
- La flor de mi secreto (1995, ES, ook wel: The Flower of My Secret)
- Le fatiche di Ercole (1958, ES, IT, ook wel: De werken van Hercules)

## G
- Es geschah am hellichten Tag (1958, DE, ES, UK, boekverfilming)
- Goya's Ghosts (2006, ES, USA)
- Green Zone (2010, ES, FR, UK, USA)
- The Good Girl (2004, ES)

## H
- Haz conmigo lo que quieras (2003, ES)
- El hotel eléctrico (1908, ES, FR)
- Hable con ella (2002, ES, ook wel: Talk to Her)
- Hit Man (1982, ES, ook wel: Jugando con la muerte)

## K
- Kika (1993, ES)

## L
- El laberinto del fauno (2006, ES, MX, ook wel: Pan's Labyrinth)
- Laia (2016, ES)
- Laberinto de pasiones (1982, ES)
- Leviatán (1984, ES, ook wel: Monster Dog)
- La ley del deseo (1987, ES)

## M
- Madres paralelas (2021, ES)
- La mala educación (2004, ES)
- Mar adentro (2004, ES, ook wel: The Sea Inside)
- Martín (hache) (1997, ES)
- Matador (1986, ES)
- Minotaur (2006, ES, DE, FR, LU, UK, USA)
- Mujeres al borde de un ataque de nervios (1988, ES)
- The Machinist (2004, ES)

## N
- Los nuevos extraterrestres (1983, ES)
- The Ninth Gate (1999, ES, FR, USA)

## O
- El orfanato (2007, ES)
- The Oxford Murders (2008, ES, FR, UK)

## P
- Paris, je t'aime (2006, ES, FR, UK)
- Pepi, Luci, Bom y otras chicas del montón (1982, ES)
- Perdita Durango (1997, ES, MX, USA)
- Planes para mañana (2010, ES)

## Q
- ¿Qué he hecho yo para merecer esto? (1984, ES)

## R
- El rey de la montaña (2007, ES)
- [REC]² (2009, ES)
- [REC] (2007, ES)

## S
- Salvador (Puig Antich) (2006, ES)
- Savage Grace (2007, ES, FR, USA, boekverfilming)
- Senki (2007, DE, ES, IT, ook wel: Shadows)
- Stevie (2008, ES)

## T
- Tacones lejanos (1991, ES)
- Tempesta (2004, ES, IT, LU, NL, UK, USA)
- Tesis (1996, ES)
- There Be Dragons (2011, AR, ES, USA)
- Todo sobre mi madre (1999, ES, FR, ook wel: All About My Mother)
- Torrente, el brazo tonto de la ley (1998, ES)
- Transsiberian (2008, DE, ES, UK)
- Tristana (1970, ES, FR, IT)

## V
- Vengeance of the Zombies (1972, ES)
- Vicky Cristina Barcelona (2008, ES, USA)
- Viridiana (1961, ES, MX)
- Volver (2006, ES)

## Z
- Zombie Lake (1981, ES, FR)